# Pedaliodes rapha
Pedaliodes rapha är en fjärilsart som beskrevs av Butler 1870. Pedaliodes rapha ingår i släktet Pedaliodes och familjen praktfjärilar. Inga underarter finns listade i Catalogue of Life.